# Resolução brasileira
A resolução brasileira foi apresentada ao Conselho Econômico e Social das Nações Unidas em 2003. A resolução abrangeu direitos humanos e direitos relacionados à orientação sexual. Foi apresentada ao Conselho de Direitos Humanos da ONU em sua quinquagésima nona sessão, no item 17.
A discussão da resolução foi adiada em 2004 porque se considerou que não seria aprovada. Uma declaração formal da ONU sobre orientação sexual e identidade de gênero foi discutida na Assembleia Geral em 18 de dezembro de 2008. 

## O projeto da resolução
O projeto da resolução foi apoiado pela Áustria, Bélgica, Brasil, Canadá, República Tcheca, Dinamarca, Finlândia, França, Alemanha, Grécia, Irlanda, Itália, Liechtenstein, Luxemburgo, Holanda, Noruega, Portugal, Espanha, Espanha, Suécia e Reino Unido . 
A resolução reafirmou a Declaração Universal dos Direitos Humanos, o Pacto Internacional sobre Direitos Econômicos, Sociais e Culturais, o Pacto Internacional sobre os Direitos Civis e Políticos, a Convenção Internacional para a Eliminação de Todas as Formas de Discriminação Racial, a Convenção para a Eliminação de Todas as Formas de discriminação contra as mulheres, a Convenção Contra a Tortura e Outros Tratamentos ou Penas Cruéis, Desumanas ou Degradantes e a Convenção Sobre os Direitos da Criança. Reforçou os direitos iguais e inalienáveis de todas as pessoas, previsto na Declaração Universal dos Direitos Humanos; afirmou o princípio da inadmissibilidade da discriminação e que a educação em direitos humanos é a chave para mudar atitudes e comportamentos e promover o respeito pela diversidade nas sociedades. 

## Resolução
A resolução apresentou as seis declarações a seguir:
1. Expressa profunda preocupação com a ocorrência de violações dos direitos humanos no mundo contra pessoas com base em sua orientação sexual;
2. Salienta que os direitos humanos e as liberdades fundamentais são os direitos de nascimento de todos os seres humanos, que a natureza universal desses direitos e liberdades é indiscutível e que o gozo desses direitos e liberdades não deve ser prejudicado de forma alguma com base na orientação sexual;
3. Convida todos os Estados a promover e proteger os direitos humanos de todas as pessoas, independentemente de sua orientação sexual;
4. Observa a atenção dada às violações dos direitos humanos com base na orientação sexual pelos procedimentos especiais em seus relatórios à Comissão de Direitos Humanos, bem como pelos órgãos de monitoramento de tratados, e incentiva todos os procedimentos especiais da Comissão, dentro de seus mandatos, a dar a devida atenção ao assunto;
5. Solicita ao Alto Comissariado das Nações Unidas para os Direitos Humanos que preste a devida atenção à violação dos direitos humanos com base na orientação sexual;
6. Decide continuar a consideração do assunto em sua sexagésima sessão, sob o mesmo item da agenda.